# Cargo-Kult-Wissenschaft
Cargo-Kult-Wissenschaft oder englisch Cargo Cult Science ist ein kritisierender, wenn nicht polemischer Terminus, der schlechtes wissenschaftliches Arbeiten als solches kennzeichnen soll. Als Metapher steht er für formal bzw. syntaktisch richtige Abläufe und Prozesse im Wissenschaftsbetrieb und im Umgang mit Technologie, bei denen der Status und Symbolgehalt dieser Vorgänge den tatsächlichen Nutzwert übersteigt. Es werde also versucht, durch die eher symbolischen Handlungen wirtschaftlichen Erfolg und öffentliche Anerkennung zu erreichen. 
Der Ausdruck stammt vom Physiker und Nobelpreisträger Richard Feynman (1918–1988), der einen Begriff aus der Ethnologie, Cargo-Kult, auf gesellschaftliche Abläufe in der Westlichen Welt anwandte. 

## Feynmans Verwendung des Begriffs
Feynman verwendete den Begriff erstmals in einer Rede vor dem Abschlussjahrgang 1974 am California Institute of Technology (Caltech). Er bezeichnete damit eine Vorgehensweise im Wissenschaftsbetrieb, die zwar formale Kriterien erfüllt, der es jedoch an wissenschaftlicher Integrität mangelt. Die Rede wurde gleichzeitig in einer Ausgabe von Engineering and Science abgedruckt und ist auf vielen Webseiten zu finden, weil sie vom Caltech zur nichtkommerziellen Verbreitung freigegeben wurde. Auch wurde sie in seinem 1985 erschienenen Buch Surely You're Joking, Mr. Feynman! abgedruckt. 
Feynman beschreibt Riten eines Cargo-Kult wie folgt:

„Auf den Samoainseln haben die Einheimischen nicht begriffen, was es mit den Flugzeugen auf sich hat, die während des Krieges landeten und ihnen alle möglichen herrlichen Dinge brachten. Und jetzt huldigen sie einem Flugzeugkult. Sie legen künstliche Landebahnen an, neben denen sie Feuer entzünden, um die Signallichter nachzuahmen. Und in einer Holzhütte hockt so ein armer Eingeborener mit hölzernen Kopfhörern, aus denen Bambusstäbe ragen, die Antennen darstellen sollen, und dreht den Kopf hin und her. Auch Radartürme aus Holz haben sie und alles mögliche andere und hoffen, so die Flugzeuge anzulocken, die ihnen die schönen Dinge bringen. Sie machen alles richtig. Der Form nach einwandfrei. Alles sieht genau so aus wie damals. Aber es haut nicht hin. Kein Flugzeug landet.“

In der Physik gab er als Beispiel die Wiederholungen des Millikan-Versuchs an, bei denen sich die Wissenschaftler vom großen Vorbild Millikan beeinflussen ließen und es eine Weile dauerte, bis die Wiederholungen und Experimente mit anderen Methoden den korrekten Wert ergaben (Millikan hatte zu niedrige Werte für die Elementarladung, da er einen falschen Wert für die Viskosität der Luft verwendete). Als Beispiele für Cargo-Kult-Wissenschaften führt Feynman Didaktik und Pädagogik an.
Feynman warnte, dass Wissenschaftler zuallererst vermeiden müssten, sich selbst zu täuschen, wenn sie verhindern wollten, zu Cargo-Kult-Wissenschaftlern zu werden. Wissenschaftler sollten bereit sein, ihre eigenen Theorien und Resultate in Frage zu stellen. 
Beim Umgang mit Technologie führte Feynman später seine Eindrücke aus der Untersuchungskommission der Challenger-Katastrophe an. Er kritisierte sowohl die von Wunschdenken geprägten Risikoeinschätzungen der NASA zum Space-Shuttle-Programm als auch die Arbeit der Untersuchungskommission selbst als Cargo-Kult-Science. In beiden Fällen wurde laut Feynman formalen Kriterien genügt, ohne die teilweise absurden Inhalte zu hinterfragen.

## Andere Verwendungen des Begriffs
Hans-Peter Beck-Bornholdt und Hans-Hermann Dubben zeigen den ihrer Ansicht nach problematischen Umgang mit statistischen Methoden und Ergebnissen in einem an Output und Schlagzeilen – und weniger Qualität und Substanz – orientierten Wissenschaftsbetrieb in einer Reihe von Fallsammlungen und populärwissenschaftlichen Darstellungen. 
Laut Beck-Bornholdt und Dubben war die propagierte Zunahme von Fällen der Creutzfeldt-Jakob-Krankheit bei Menschen statistisch nie von der durch das öffentliche Interesse an BSE verbesserten Diagnostik zu trennen. Massenschlachtungen, Importverbote und das aufwändige Testen im Zusammenhang mit BSE seien rein symbolische Handlungen ohne praktischen Nutzwert oder Auswirkung und somit Cargo-Kult-Wissenschaft gewesen. 
Wissenschaftliche Untersuchungen ohne Nutzwert, aber mit hohem symbolischem Gehalt, unterstellte Walter McCrone auch einer Vielzahl von Arbeiten am Turiner Grabtuch. McCrone benutzte möglichst einfache, gut erprobte und adäquate Untersuchungsmethoden, was teils – mangels Medienwirksamkeit – gegen ihn verwendet wurde. Er betrieb Archiv- und Quellenarbeit zu Herkunft, Alter, Stil und Herstellungsweise des Tuches, verglich Proben vom Grabtuch mit eigenem Blut auf Textilien (wobei er deutliche Unterschiede feststellte) und konnte mit polarisations- und elektronenmikroskopischen Methoden Farbpigmente auf dem Grabtuch nachweisen. McCrone interpretierte das Grabtuch als mittelalterliche Tuchmalerei, was später auch durch C14-Altersbestimmung bestätigt wurde. 
Untersuchungen, die mit hochauflösenden High-Tech-Methoden die Blutgruppe Jesu oder Brotkrumen vom Letzten Abendmahl festzustellen glaubten, bezeichnete McCrone als unsinnig. Hier gehe es mehr um eine bereits erfolgte Deutung (als geheimnisvolles Original) und die Eitelkeit von Institutsleitern sowie Marktwert beziehungsweise Prestige aufwendiger apparativer Methoden als um die wissenschaftliche Aufklärung komplexer Sachverhalte.

## Cargo-Kult-Technologie
Steve McConnell, damals Chefredakteur der Zeitschrift IEEE Software, bezeichnete im Jahr 2000 das syntaktisch richtige, aber sinnlose Abarbeiten eines Vorgehensmodells oder Prozessmodells ohne tieferes Verständnis des zugrundeliegenden Problems beim Entwickeln von Geschäftsprozessen und von komplexer Software als „Cargo-Kult“. In der Technikentwicklung von Großbetrieben und der Technologiepolitik von Regierungen unterstellt der Begriff ritualisiertes Festhalten an überlieferten Symbolen oder sinnlos gewordenen Projekten.